# Chełst-Wschód
Chełst-Wschód – wschodnia część wsi Chełst w Polsce, położona w województwie wielkopolskim, w powiecie czarnkowsko-trzcianeckim, w gminie Drawsko.
Dawniej (1920 do około 1970) samodzielna wieś. Leży nad rzeką Miałą. Przebiega tędy droga wojewódzka nr 181 oraz wybiega tu droga wojewódzka nr 133.

## Historia
W latach 1920–1939 przez wieś Chełst granica państwowa, biegnąca na krótkim odcinku rzeką Miałą, dzieliła wieś na dwie części: niemiecką (zachodnią) i polską (wschodnią). W okresie międzywojennym w miejscowości stacjonowała placówka Straży Granicznej I linii „Chełst”.
Po II wojnie światowej Chełst (wschodni) utworzył gromadę Chełst w gminie Drawsko w powiecie czarnkowskim w woj. poznańskim.
Jesienią 1954 roku, w związku z reformą administracyjną kraju, Chełst (Wschodni) połączono z Chełstem (Zachodnim) (należącym dotąd do gminy Niegosław w powiecie strzeleckim w woj. zielonogórskim), tworząc gromadę Chełst (która objęła 7 dawnych gromad z dwóch województw). 4 lipca 1968 gromadę Chełst zniesiono, a jej obszar włączono do gromady Drawsko w powiecie czarnkowskim, gdzie Chełst przetrwał do kolejnej reformy administracyjnej w 1973 roku. Od przynajmniej lat 1970. oba Chełsty (Wschodni i Zachodni) figurują już jako jedna wieś.
Od 1973 w gminie Drawsko. W latach 1975–1998 miejscowość administracyjnie należała do województwa pilskiego.